# 格奥尔格·施瓦岑贝克
汉斯-格奥尔格·施瓦岑贝克（德語：Hans-Georg Schwarzenbeck，1948年04月3日—）是一位德国前足球运动员，在其职业生涯中赢得所有国内及国际主要赛事锦标，包括随同德国国家足球队赢得世界杯冠军、欧洲杯冠军；随同拜仁慕尼黑赢得欧洲冠军杯冠军、欧洲优胜者杯冠军、德国足球冠军和德国杯冠军。

## 俱乐部生涯
施瓦岑贝克在13岁时即加盟了慕尼黑体育之友（Sportfreunden München），后在1961年转投拜仁慕尼黑青年队，并在那里效力了5年之久。1966-67赛季，施瓦岑贝克得以进入拜仁慕尼黑一线队，并在1966年10月8日球队以1比4不敌云达不来梅的德甲联赛中首次登场亮相。作为一名后卫，他直至1969年10月25日才取得个人首个入球，在拜仁客场以3比1战胜亚琛的比赛中为球队首开纪录。从这时起直至退役前两年，施瓦岑贝克保持了每个赛季均至少射入1球的骄人成绩。此外，他共参加了52场德国杯比赛（射入7球）、70场欧洲俱乐部比赛（射入2球）和2场世俱杯比赛。作为职业球员，他还随拜仁赢得过5次德国足球冠军、3次德国杯冠军和4次欧洲三大杯冠军。1980-81赛季结束后，施瓦岑贝克在32岁时结束了自己的足球生涯，由于受到跟腱撕裂的伤病影响，他在该赛季中无缘出场。他参加的最后一场职业比赛是在1979年8月18日，拜仁慕尼黑以1比1战平沙尔克04。施瓦岑贝克最伟大的壮举则是1974年5月15日，在拜仁慕尼黑历史上首次杀入欧洲冠军杯决赛以0∶1落后于西班牙马德里竞技时，当主裁判即将吹响终场哨前，他在距离球门25米处突然起脚劲射破门将比分扳平，并帮助拜仁在2天后的重赛中以4比0获胜。

## 国家队生涯
施瓦岑贝克于1969年5月7日首次身披国家队战袍，代表德国23岁以下国家足球队在格拉茨以2比2战平奥地利的比赛中登场亮相。1971年4月24日，他第二次并且是最后一次入选该级别国家队，帮助德国在奥格斯堡以3比0战胜土耳其。
1971年6月12日，在德国于慕尼黑以2比1战胜英格兰的比赛中，施瓦岑贝克完成了他在德国国家足球队的首演，并就此拉开共44次代表成年组国家队参赛纪录的序幕。在1978年世界杯足球赛中，他入选了参赛名单，但没有在比赛中出场。施瓦岑贝克在国家队的最大成就是赢得了1974年世界杯冠军和1972年欧洲杯冠军，并在1976年欧洲杯获得亚军。

## 荣誉
俱乐部
- 德国足球冠军：1969年、1972年、1973年、1974年、1980年、1981年
- 德国杯冠军：1967年、1969年、1971年
- 欧洲冠军杯冠军：1974年、1975年、1976年
- 欧洲优胜者杯冠军：1967年
- 國際足協世界冠軍球會盃：1976年

国家队
- 世界杯足球赛冠军：1974年
- 欧洲杯足球赛冠军：1972年

## 其它
施瓦岑贝克的踢球风格是简洁朴素的。尤其是与优雅的技术大师弗朗茨·贝肯鲍尔相比，这也体现在两者的性格中，人们更多的将施瓦岑贝克比作“皇帝的保镖（Der Putzer des Kaisers, Kaiser und Katsche）”。在梅·斯皮尔斯所导演的电影《当施瓦岑贝克来临》（Wehe, wenn Schwarzenbeck kommt）中，施瓦岑贝克也曾出演一名配角。
在拜仁慕尼黑于1973年欧洲冠军杯对阵阿贾克斯的比赛时，施瓦岑贝克被一名荷兰记者描述为“半人半牛”（halb Mensch, halb Stier）的球员。当其职业生涯结束后，施瓦岑贝克于2008年在慕尼黑开设了一家文具店。2008年6月，他又在一出巴伐利亚肥皂剧《回家就是回家》（Dahoam is Dahoam）中客串出演一位足球教练。
2007年12月31日，拜仁慕尼黑在球队自从进入德甲以来的所有出场球员中评选出了“拜仁历史上最佳阵容”，施瓦岑贝克作为入选。他同时还晋身拜仁慕尼黑名人堂（Hall of Fame）之列